# Варас, Хави
Хавьер «Хави» Варас Эррера (исп. Javier "Javi" Varas Herrera; 10 сентября 1982, Севилья) — испанский футболист, вратарь.

## Карьера
Этот футболист родом из севильского района Сан-Хосе, его первой командой стала школа Пино-Монтано. Потом он выступал за любительские молодёжные футбольные клубы «Нервион» и «Пабло-Бланко». Когда Хави было 23 года, его приняли в академию «Севильи», где он должен был выступать за резервную команду «Севилья Атлетико». Хави провёл 13 игр в сезоне 2006/07 в Сегунде Б, благодаря чему его команда вышла в Сегунду. После этого Варас начал тренироваться в команде основного состава. После того как команду покинул Давид Кобеньо, Хави стал вторым после Андреса Палопа вратарем.
Дебютировав в январе 2009 года, Хави с командой победил «Нумансию» со счётом 1:0. Во время его временного пребывания на месте первого вратаря (у Палопа были многочисленные травмы), команда неплохо отыграла все 4 матча, один из которых был победным. Варас стал чаще появляться на поле в сезоне 2010/11, стал вратарем № 1 в команде, отыграл 21 матч и помог клубу выйти в Лигу Европы.
Когда проходил восьмой матч тура испанского чемпионата (22 октября 2011), в борьбе с «Барселоной» на стадионе «Камп Ноу» благодаря Хави команда сенсационно сыграла вничью. В добавленное время он сумел отбить пенальти, который выполнял Лионель Месси, а затем отразил его же удар от штрафного. За весь матч Хави удалось сделать 8 сэйвов.
25 августа 2014 года Варас покинул «Севилью» и подписал контракт с клубом «Реал Вальядолид». Затем он провёл по два сезона в Примере с «Лас-Пальмасом» и в Сегунде с «Гранадой».